# Rosta (fleuve)
La Rosta (en russe : Роста) est un petit fleuve côtier long de 12 km de l'oblast de Mourmansk, à l'extrême nord-ouest de la Russie, au-delà du cercle arctique. 
La Rosta traverse le territoire municipal de la ville de Mourmansk en direction du nord. Elle prend sa source au lac Rogozero et se jette dans la baie de Kola qui mène à la mer de Barents. La moitié de son cours, traversant la zone industrielle de la ville, se poursuit dans des canalisations souterraines de béton.
La vallée de ce petit fleuve est habitée au moins depuis le XVIIe siècle. Son nom provient du same (langue des Lapons) Russt qui signifie « rouillée ». La couleur rouge indique en effet la présence de fer.

## Écologie
Autrefois les truites et autres poissons étaient nombreux, mais aujourd'hui ce petit cours d'eau est classé comme étant l'un des plus pollués de l'oblast de Mourmansk avec la présence de résidus de cuivre, de nickel et de pétrole qui sont rejetés par les industries.